# Fabian Bredlow
Fabian Bredlow (Berlin, 1995. március 2. –) német korosztályos válogatott labdarúgó, a VfB Stuttgart játékosa.

## Pályafutása

### Fiatal évei
2011-ben a Hertha Zehlendorf ifjúsági csapatába került, ahol a U17-es csapatban szerepelt a 2010-11-es szezonban, valamint egy mérkőzésen az U19-es csapatban is szerepelt. A következő szezonban 25 mérkőzésen védett az U17-es csapatban. 2012-ben csatlakozott az RB Leipzig akadémiájához. Ahol az U19-es csapat tagja lett.

### RB Leipzig
2014. február 26-án a felnőtt csapat kispadjára került, miután az első és másodszámú kapus is lesérült a csapatnál. Első alkalommal a Wehen Wiesbaden ellen ült a kispadon, majd a Holstein Kiel ellen is a cserepadon ült.

## Válogatott

### Ifjúsági
2013 novemberében meghívott kapott Marcus Sorgtól a Francia U19-es válogatott elleni felkészülési mérkőzésen részt vevő keretbe. A november 11-én lejátszott első mérkőzésen Oliver Schnitzler védett, így csak a kispadon kapott szerepet. Három nappal később a visszavágón már ő állt a kapuban.

## Statisztika

### Klub
| Klub              | Szezon   | Bajnokság           | Bajnokság | Bajnokság | Kupa  | Kupa | Nemzetközi | Nemzetközi | Egyéb | Egyéb | Összesen | Összesen |
| Klub              | Szezon   | Bajnokság           | Mérk.     | Gól       | Mérk. | Gól  | Mérk.      | Gól        | Mérk. | Gól   | Mérk.    | Gól      |
| ----------------- | -------- | ------------------- | --------- | --------- | ----- | ---- | ---------- | ---------- | ----- | ----- | -------- | -------- |
| RB Leipzig        | 2013–14  | 3. Liga             | 0         | 0         | —     | —    | —          | —          | —     | —     | 0        | 0        |
| FC Liefering      | 2014–15  | Erste Liga          | 29        | 0         | —     | —    | —          | —          | —     | —     | 29       | 0        |
| Red Bull Salzburg | 2014–15  | Osztrák Bundesliga  | 0         | 0         | 0     | 0    | —          | —          | —     | —     | 0        | 0        |
| Hallescher        | 2015–16  | 3. Liga             | 35        | 0         | 1     | 0    | —          | —          | 1     | 0     | 37       | 0        |
| Hallescher        | 2016–17  | 3. Liga             | 33        | 0         | 2     | 0    | —          | —          | 0     | 0     | 35       | 0        |
| Hallescher        | Összesen | Összesen            | 68        | 0         | 3     | 0    | 0          | 0          | 1     | 0     | 72       | 0        |
| Nürnberg          | 2017–18  | 2. Bundesliga       | 22        | 0         | 1     | 0    | —          | —          | —     | —     | 23       | 0        |
| Nürnberg          | 2018–19  | Német Bundesliga    | 13        | 0         | 1     | 0    | —          | —          | —     | —     | 14       | 0        |
| Nürnberg          | Összesen | Összesen            | 35        | 0         | 2     | 0    | 0          | 0          | 0     | 0     | 37       | 0        |
| Nürnberg II       | 2017–18  | Regionalliga Bayern | 1         | 0         | —     | —    | —          | —          | —     | —     | 1        | 0        |
| VfB Stuttgart     | 2019–20  | 2. Bundesliga       | 4         | 0         | 3     | 0    | —          | —          | —     | —     | 7        | 0        |
| VfB Stuttgart     | 2020–21  | Német Bundesliga    | 1         | 0         | 2     | 0    | —          | —          | —     | —     | 3        | 0        |
| VfB Stuttgart     | 2021–22  | Német Bundesliga    | 4         | 0         | 2     | 0    | —          | —          | —     | —     | 6        | 0        |
| VfB Stuttgart     | 2023–24  | Német Bundesliga    | 2         | 0         | 2     | 0    | —          | —          | —     | —     | 4        | 0        |
| VfB Stuttgart     | Összesen | Összesen            | 11        | 0         | 9     | 0    | 0          | 0          | 0     | 0     | 20       | 0        |
| Összesen          | Összesen | Összesen            | 144       | 0         | 14    | 0    | 0          | 1          | 0     | 0     | 159      | 0        |

1. ↑  Pályára lépései a Szászország kupában.